# قرار مجلس الأمن التابع للأمم المتحدة رقم 1632
قرار مجلس الأمن التابع للأمم المتحدة رقم 1632، المتخذ بالإجماع في 18 تشرين الأول / أكتوبر 2005، بعد الإشارة إلى القرارات السابقة بشأن الحالة في كوت ديفوار (ساحل العاج)، بما في ذلك القرارات 1572 (2004) و1584 (2005) و1609 (2005)، مدد المجلس ولاية فريق مؤلف من ثلاثة أشخاص لمراقبة مراقبة الأسلحة حتى 15 كانون الأول / ديسمبر 2005.

## القرار

### أعمال
ومدد القرار، بموجب الفصل السابع من ميثاق الأمم المتحدة، ولاية فريق الخبراء المعني برصد تدفق الأسلحة حتى 15 كانون الأول / ديسمبر 2005 ولكي يتخذ الأمين العام التدابير الإدارية اللازمة لتسهيل التجديد. أخيرًا، طُلب من فريق الخبراء تقديم تقرير موجز بشأن تنفيذ التدابير المفروضة في القرار 1572 قبل 1 ديسمبر 2005.

## روابط خارجية
- نص القرار في undocs.org